# Serie B 1956-1957 (pallacanestro maschile)
Il campionato di pallacanestro maschile 1956-1957 di serie B rappresenta la terza categoria maschile nazionale italiana. Le squadre sono divise in quattro gironi di otto squadre ciascuna. Vengono promosse in serie A le prime di ogni girone, mentre le seconde di ogni girone si incontreranno in uno spareggio per stabilire le ultime due promozioni, retrocedono in serie C le ultime. Le vincenti dei quattro gironi si incontrano in un raggruppamento per decretare il campione d'Italia della Serie B

## Girone A

### Classifica
|  |    | Classifica finale 1956-1957 | Pt | G  | V  | P  | PtF  | PtS |
|  | -- | --------------------------- | -- | -- | -- | -- | ---- | --- |
|  | 1. | Ginnastica Goriziana        | 26 | 14 | 12 | 2  | 1002 | 833 |
|  | 2. | AP Udinese                  | 23 | 14 | 9  | 5  | 778  | 738 |
|  | 3. | Libertas Biella             | 22 | 14 | 8  | 6  | 926  | 833 |
|  | 4. | CUS Genova                  | 22 | 14 | 8  | 6  | 770  | 740 |
|  | 5. | Don Bosco Trieste           | 20 | 14 | 6  | 8  | 769  | 842 |
|  | 6. | Reggiani Bergamo            | 20 | 14 | 6  | 8  | 734  | 743 |
|  | 7. | Acegat Trieste              | 18 | 14 | 4  | 10 | 699  | 801 |
|  | 8. | Ginnastica Torino           | 17 | 14 | 3  | 11 | 816  | 963 |

### Risultati
| Risultati            | GO    | UD    | BI    | GE    | TS    | BG    | TS    | TO    |
| -------------------- | ----- | ----- | ----- | ----- | ----- | ----- | ----- | ----- |
| Ginnastica Goriziana |       | 78-58 | 93-57 | 60-45 | 77-54 | 58-47 | 80-63 | 96-65 |
| AP Udinese           | 52-48 |       | 60-54 | 58-49 | 55-48 | 45-41 | 49-39 | 84-45 |
| Libertas Biella      | 92-80 | 46-48 |       | 85-56 | 87-59 | 67-51 | 77-48 | 62-56 |
| CUS Genova           | 61-65 | 43-42 | 70-53 |       | 48-38 | 76-44 | 64-48 | 49-31 |
| Don Bosco Trieste    | 54-61 | 64-54 | 64-63 | 58-54 |       | 50-44 | 67-60 | 54-51 |
| Reggiani Bergamo     | 56-66 | 71-59 | 50-33 | 50-36 | 46-43 |       | 75-49 | 58-40 |
| Acegat Trieste       | 46-48 | 39-50 | 37-60 | 46-48 | 49-46 | 60-42 |       | 57-38 |
| Ginnastica Torino    | 83-92 | 73-63 | 61-90 | 62-71 | 93-70 | 61-59 | 57-58 |       |

## Girone B

### Classifica
|  |    | Classifica finale 1956-1957 | Pt | G  | V  | P  | PtF | PtS |
|  | -- | --------------------------- | -- | -- | -- | -- | --- | --- |
|  | 1. | Petrarca Padova             | 25 | 14 | 11 | 3  | 763 | 548 |
|  | 2. | Cartegiunco Roseto          | 23 | 14 | 9  | 5  | 918 | 820 |
|  | 3. | Montecatini Ferrara         | 22 | 14 | 8  | 6  | 631 | 621 |
|  | 4. | D'Alessandro Teramo         | 21 | 14 | 7  | 7  | 781 | 803 |
|  | 5. | CUS Modena                  | 20 | 14 | 6  | 8  | 670 | 703 |
|  | 6. | CUS Firenze                 | 20 | 14 | 6  | 8  | 739 | 840 |
|  | 7. | Mancini Imola               | 19 | 14 | 5  | 9  | 653 | 687 |
|  | 8. | Libertas Pistoia            | 18 | 14 | 4  | 10 | 664 | 797 |

### Risultati
| Risultati           | IMO   | ROS   | PAD   | TER   | FER   | PIS   | MOD   | FIR   |
| ------------------- | ----- | ----- | ----- | ----- | ----- | ----- | ----- | ----- |
| Mancini Imola       |       | 65-67 | 44-45 | 51-49 | 17-37 | 38-31 | 42-29 | 65-40 |
| Cartegiunco Roseto  | 48-38 |       | 51-74 | 75-48 | 49-41 | 81-59 | 97-72 | 79-64 |
| Petrarca Padova     | 50-34 | 61-47 |       | 64-32 | 56-23 | 79-44 | 40-17 | 63-28 |
| D'Alessandro Teramo | 80-62 | 86-73 | 58-47 |       | 55-44 | 68-53 | 46-39 | 67-63 |
| Montecatini Ferrara | 48-37 | 33-66 | 36-26 | 62-49 |       | 38-30 | 55-29 | 43-35 |
| Libertas Pistoia    | 41-63 | 62-57 | 39-61 | 52-51 | 48-65 |       | 57-62 | 54-36 |
| CUS Modena          | 56-45 | 56-50 | 42-52 | 54-31 | 54-40 | 43-44 |       | 59-43 |
| CUS Firenze         | 66-52 | 61-78 | 53-45 | 64-61 | 70-66 | 55-50 | 61-58 |       |

## Girone C

### Classifica
|  |    | Classifica finale 1956-1957 | Pt | G  | V  | P  | PtF | PtS |
|  | -- | --------------------------- | -- | -- | -- | -- | --- | --- |
|  | 1. | Lazio Pallacanestro         | 25 | 14 | 11 | 3  | 933 | 701 |
|  | 2. | CRDM La Spezia              | 23 | 14 | 9  | 5  | 692 | 615 |
|  | 3. | CUS Pisa                    | 22 | 14 | 8  | 6  | 639 | 617 |
|  | 4. | Mens Sana Siena             | 21 | 14 | 7  | 7  | 701 | 660 |
|  | 5. | Amatori Carrara             | 20 | 14 | 6  | 8  | 776 | 798 |
|  | 6. | Esperia Cagliari            | 20 | 14 | 6  | 8  | 638 | 717 |
|  | 7. | Atletica Montecatini        | 19 | 14 | 5  | 9  | 677 | 740 |
|  | 8. | CUS Perugia                 | 18 | 14 | 4  | 10 | 607 | 815 |

### Risultati
| Risultati            | LAZ   | SPE   | PIS   | SIE   | CAR   | MON   | PER   | CAG   |
| -------------------- | ----- | ----- | ----- | ----- | ----- | ----- | ----- | ----- |
| Lazio Pallacanestro  |       | 63-39 | 71-41 | 64-50 | 95-60 | 89-64 | 76-54 | 79-48 |
| CRDM La Spezia       | 55-49 |       | 43-35 | 42-38 | 61-42 | 30-24 | 68-36 | 64-32 |
| CUS Pisa             | 47-55 | 54-45 |       | 38-39 | 73-52 | 50-40 | 47-32 | 38-34 |
| Mens Sana Basket     | 57-49 | 47-42 | 39-42 |       | 57-48 | 60-35 | 76-36 | 50-62 |
| Amatori Carrara      | 51-78 | 49-45 | 43-50 | 55-50 |       | 59-48 | 70-26 | 91-52 |
| Atletica Montecatini | 38-36 | 62-55 | 45-37 | 47-55 | 63-64 |       | 52-49 | 50-44 |
| CUS Perugia          | 46-65 | 47-56 | 38-54 | 50-46 | 53-52 | 63-62 |       | 32-28 |
| Esperia Cagliari     | 51-64 | 37-47 | 41-33 | 50-37 | 47-40 | 49-47 | 63-45 |       |

## Girone D

### Classifica
|  |    | Classifica finale 1956-1957 | Pt | G  | V  | P  | PtF | PtS |
|  | -- | --------------------------- | -- | -- | -- | -- | --- | --- |
|  | 1. | Libertas Brindisi           | 25 | 14 | 11 | 3  | 782 | 620 |
|  | 2. | Pallacanestro Napoli        | 24 | 14 | 10 | 4  | 795 | 657 |
|  | 3. | CUS Napoli                  | 23 | 14 | 9  | 5  | 767 | 690 |
|  | 4. | Libertas Palermo            | 21 | 14 | 7  | 7  | 758 | 845 |
|  | 5. | Partenope Napoli            | 20 | 14 | 6  | 8  | 824 | 787 |
|  | 6. | Libertas Benevento          | 19 | 14 | 5  | 9  | 735 | 807 |
|  | 7. | CUS Messina                 | 18 | 14 | 4  | 10 | 608 | 736 |
|  | 8. | Angiulli Bari               | 18 | 14 | 4  | 10 | 700 | 827 |

### Risultati
| Risultati            | BA    | BN    | BR    | PNa   | CUSNa | ME    | ParNa | PA    |
| -------------------- | ----- | ----- | ----- | ----- | ----- | ----- | ----- | ----- |
| Angiulli Bari        |       | 56-63 | 32-51 | 60-50 | 58-54 | 45-37 | 54-51 | 58-60 |
| Libertas Benevento   | 51-50 |       | 33-48 | 53-52 | 50-68 | 54-34 | 66-72 | 79-64 |
| Libertas Brindisi    | 42-23 | 61-41 |       | 49-37 | 48-30 | 30-14 | 75-59 | 77-41 |
| Pallacanestro Napoli | 96-52 | 54-41 | 46-53 |       | 66-47 | 62-34 | 56-49 | 48-30 |
| CUS Napoli           | 68-41 | 56-48 | 75-66 | 46-30 |       | 73-34 | 62-50 | 62-42 |
| CUS Messina          | 63-54 | 34-32 | 55-69 | 46-71 | 64-41 |       | 64-53 | 48-49 |
| Partenope Napoli     | 65-57 | 86-55 | 74-62 | 45-64 | 43-28 | 50-35 |       | 69-47 |
| Libertas Palermo     | 76-60 | 72-69 | 60-51 | 52-63 | 50-57 | 53-46 | 62-58 |       |

## Finali per il Titolo
| Pesaro 29 marzo 1957 | Lazio Pallacanestro | 62 – 49 | Libertas Brindisi |  |

| Pesaro 29 marzo 1957 | Petrarca Padova | 47 – 45 | Ginnastica Goriziana |  |

| Pesaro 30 marzo 1957 | Ginnastica Goriziana | 61 – 51 | Lazio Pallacanestro |  |

| Pesaro 30 marzo 1957 | Petrarca Padova | 74 – 42 | Libertas Brindisi |  |

| Pesaro 31 marzo 1957 | Ginnastica Goriziana | 85 – 66 | Libertas Brindisi |  |

| Pesaro 31 marzo 1957 | Petrarca Padova | 69 – 55 | Lazio Pallacanestro |  |

### Classifica
|  |    | Classifica finale 1956-1957 | Pt | G | V | P | PtF | PtS |
|  | -- | --------------------------- | -- | - | - | - | --- | --- |
|  | 1. | Petrarca Padova             | 6  | 3 | 3 | 0 |     |     |
|  | 2. | Ginnastica Goriziana        | 4  | 3 | 2 | 1 |     |     |
|  | 3. | Lazio Pallacanestro         | 2  | 3 | 1 | 2 |     |     |
|  | 4. | Libertas Brindisi           | 0  | 3 | 0 | 3 |     |     |

## Verdetti
- Il Petrarca Padova vince il titolo nazionale di Serie B
  - promosse in serie A direttamente: Ginnastica Goriziana, Petrarca Padova, Lazio Pallacanestro, Libertas Brindisi
    - promosse in serie A dopo lo spareggio (a Reggio Emilia) delle seconde: AP Udinese, Pallacanestro Napoli.
      - ripescata in Serie A dopo la rinuncia dello Junghans Venezia: Cartegiungo Roseto
        - retrocedono in Serie C: Angiulli Bari, CUS Perugia mentre vengono ripescate Libertas Pistoia e Ginnastica Torino

per la rinuncia della Amatori Reggiani Bergamo e della Virtus Mancini Imola

## Fonti
Il Corriere dello Sport edizione 1956-57
per il girone D la Gazzetta del Sud edizione 1956-57